# 比爾馬沙漠
比爾馬沙漠（Erg of Bilma）是撒哈拉沙漠中南部泰內雷沙漠的一个沙丘。比爾馬沙漠从法奇和提贝斯提高原向西南延伸，西面与尼日尔中北部的艾爾高原相接，东面经比尔马一直延伸到乍得边境。它的三面环绕着比尔马绿洲。比爾馬沙漠的面积约为455,000平方公里(176,000平方英里)。    

## 更多阅读
- Decalo, Samuel, , London and New Jersey: Scarecrow Press, 1979, ISBN 0-8108-1229-0.